# Rumspringa

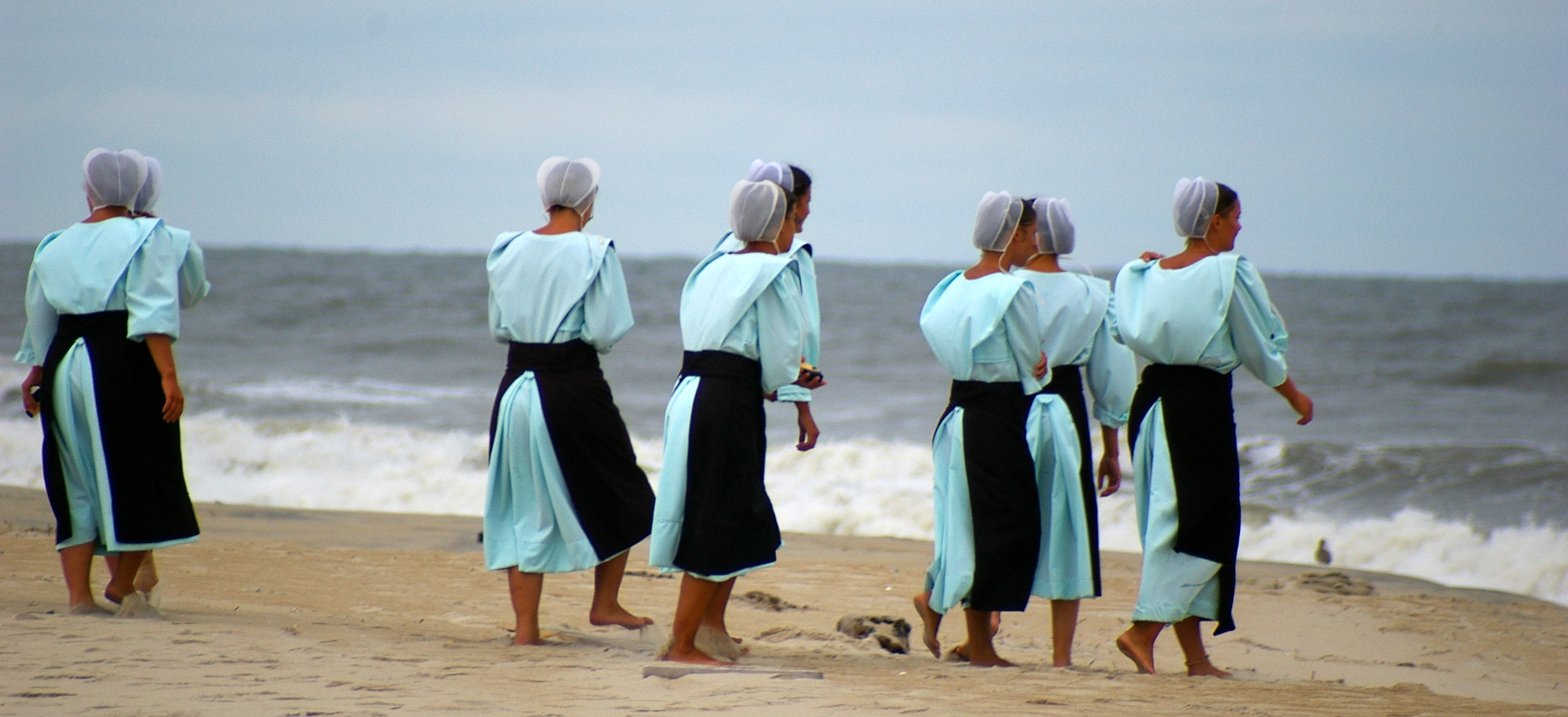
Jeunes Amish à la plage.

Le rumspringa [ˈrʊmˌʃprɪŋə], également orthographié rumschpringe ou rumshpringa, est une pratique de la communauté anabaptiste amish, souvent interprétée par le monde extérieur comme un rite de passage. Il correspond à une période durant laquelle les adolescents amish sont temporairement partiellement déliés de leur Église et de ses règles, afin de découvrir le monde moderne.

## Étymologie
Ce terme vient du dialecte allemand de Pennsylvanie et notamment du verbe rumspringen signifiant « sautiller ». Ce terme existe aussi en alsacien et a la même signification qu’en allemand de Pennsylvanie, mais sans connotation religieuse, c’est-à-dire simplement l’acte de se déplacer et de découvrir.

## Description
Les Amish, qui constituent une sous-section du mouvement chrétien anabaptiste, se séparent intentionnellement des autres communautés, dans le cadre de leur foi. Cependant, tous les Amish n’utilisent pas le terme de « rumspringa ». Ainsi, il n’apparait pas dans la longue discussion de John A. Hostetler sur l’adolescence chez les Amish. Dans les églises amish où est pratiqué le rumspringa, les Anciens le considèrent généralement comme une période pour faire la cour et trouver un conjoint. L’opinion populaire tend à voir cette période comme institutionnalisée en rite de passage, où les restrictions comportementales habituelles sont assouplies, afin que les jeunes Amish puissent acquérir une certaine expérience et connaissance du monde non-amish.
Pour les jeunes Amish, le rumspringa commence normalement vers 14-16 ans pour se terminer lorsque le jeune choisit soit d’être baptisé dans l’église amish, soit de quitter la communauté:10–11. Pour les mennonites de Wenger, le rumspringa a lieu entre 17 et 21 ans:169-73, 244.

## Mythe et réalité
Les adolescents amish peuvent adopter un comportement rebelle, résister ou défier les normes parentales. Dans de nombreuses cultures, leur application peut être assouplie et certains comportements répréhensibles tolérés ou négligés dans une certaine mesure.
Le rumspringa a donné lieu au mythe populaire que cette divergence de la coutume est acceptée comme faisant partie de l’adolescence ou qu’il constitue un rite de passage pour les jeunes Amish. En réalité, chez les Amish, le rumspringa n’est rien d’autre que l’adolescence. Il s’agit d’une période où une certaine mauvaise conduite n’est pas rare et, si elle n’est pas sévèrement condamnée (par la Meidung ou mise en quarantaine, par exemple), c’est parce que, au sens strict, les jeunes ne sont pas liés par l’Ordnung amish, parce qu’ils n’ont pas encore adhéré à l’Église. Les adolescents amish restent, en réalité, sous la stricte autorité de leurs parents qui sont liés à l’Ordnung, et il n’y a pas de période pendant laquelle les adolescents sont officiellement exemptés de ces règles:154:165–166:105,.
Une fois qu’ils sont engagés publiquement et pour toujours dans la foi amish, les adultes sont, quant à eux, soumis à des normes de comportement plus strictes, en vertu des définitions partielles des confessions de Schleitheim et de Dordrecht:75.
C’est la période où, considéré comme ayant atteint la maturité, le jeune est autorisé à assister aux « chants » du dimanche soir, qui font l’objet de la parade nuptiale chez les Amish. Selon des sources amish, un jeune qui ose assister à l’un de ces événements avant l’âge de 16 ans pourrait être gavé de lait chaud à la cuillère, comme un rappel de bonne humeur pour observer les lignes de statut. Les membres du district de l’église locale assistent souvent aux chants et amènent généralement les enfants plus jeunes.
Une minorité d’adolescents amish s’écartent des coutumes établies:13. Durant cette période, ils peuvent porter des vêtements contemporains (appelé « s’habiller en anglais »), conduire des véhicules non-hippomobiles (pour les communautés qui évitent les véhicules à moteur), ne pas assister à la prière à domicile consommer de l’alcool, fumer ou consommer des drogues récréatives ; les filles peuvent se maquiller et porter des bijoux:10–11.
Tous les jeunes ne s’écartent pas de la coutume pendant cette période. Environ la moitié dans les grandes communautés et la majorité dans les petites communautés amish restent dans les normes de tenue ou de comportement amish pendant l’adolescence:13.

## Quitter la communauté
Certains jeunes Amish se séparent de la communauté et vont même vivre parmi les « Anglais », c’est-à-dire les non-Amish, et utilisent la technologie moderne. Leur comportement pendant cette période ne les empêche pas nécessairement de revenir recevoir le baptême chez les Amish comme adultes.
La plupart d’entre eux ne s’éloignent pas loin du domicile de leur famille pendant cette période, et un grand nombre (85%-90%,) finissent par choisir de se faire baptiser et d’intégrer les Amish. Cependant, cette proportion varie d’une communauté à l’autre, et au sein d’une communauté entre amish plus et moins acculturés. Par exemple, les Amish Swartzentruber ont un taux de rétention inférieur aux amish Andy Weaver (90% / 97%, bien que la plupart des Amish Swartzentruber ne permettent pas aux adolescents de quitter la communauté pendant le rumspringa à volonté,). Ce chiffre était significativement plus bas aussi récemment que dans les années 1950. La désaffection de la communauté amish n’a été un problème que pendant les premières années coloniales, et ne constitue pas une tendance à long terme.
Les jeunes Amish peuvent rencontrer des personnes en dehors de leur communauté. D’autre part, cette pratique est beaucoup plus permissive dans les grandes communautés amish que dans les petites. Sa durée diffère également selon les communautés.
Après avoir accompli le rumspringa, le jeune adulte amish peut demander le baptême et être admis définitivement au sein de la communauté. S’il décide de ne pas se faire baptiser, il ne pourra plus réintégrer la communauté, par la suite.